# Нестерково (Любимский район)
Нестерково — деревня в Любимском районе Ярославской области России.
С точки зрения административно-территориального устройства входит в состав Воскресенского сельского округа. С точки зрения муниципального устройства входит в состав Воскресенского сельского поселения.

## География
Находится в пределах центральной части Московской синеклизы Восточно-Европейской (Русской) платформы, при автодороге 78Н-0316. Ближайший населённый пункт — деревня Дмитриково — примерно 1 км.

### Климат
Климат характеризуется как умеренно-континентального климата с умеренно-теплым влажным летом, умеренно-холодной зимой и ярко выраженными сезонами весны и осени. Среднегодовая температура — +3,2°C. Средняя температура самого тёплого месяца (июля) — +18,2°С; самого холодного месяца (января) — −11,7°C. Абсолютный максимум температуры — +34°С; абсолютный минимум температуры — −35°С.

## Население
| 2007 | 2010 |
| ---- | ---- |
| 5    | ↗8   |

Население по состоянию на 2010 год — 8 чел., по состоянию на 1989 год — 13 чел.